# Münzfund von Vastseliina
 Der Münzfund von Vastseliina (deutsch Neuhausen) im Kreis Võru in Livland im Südosten von Estland wurde im 19. Jahrhundert gemacht.

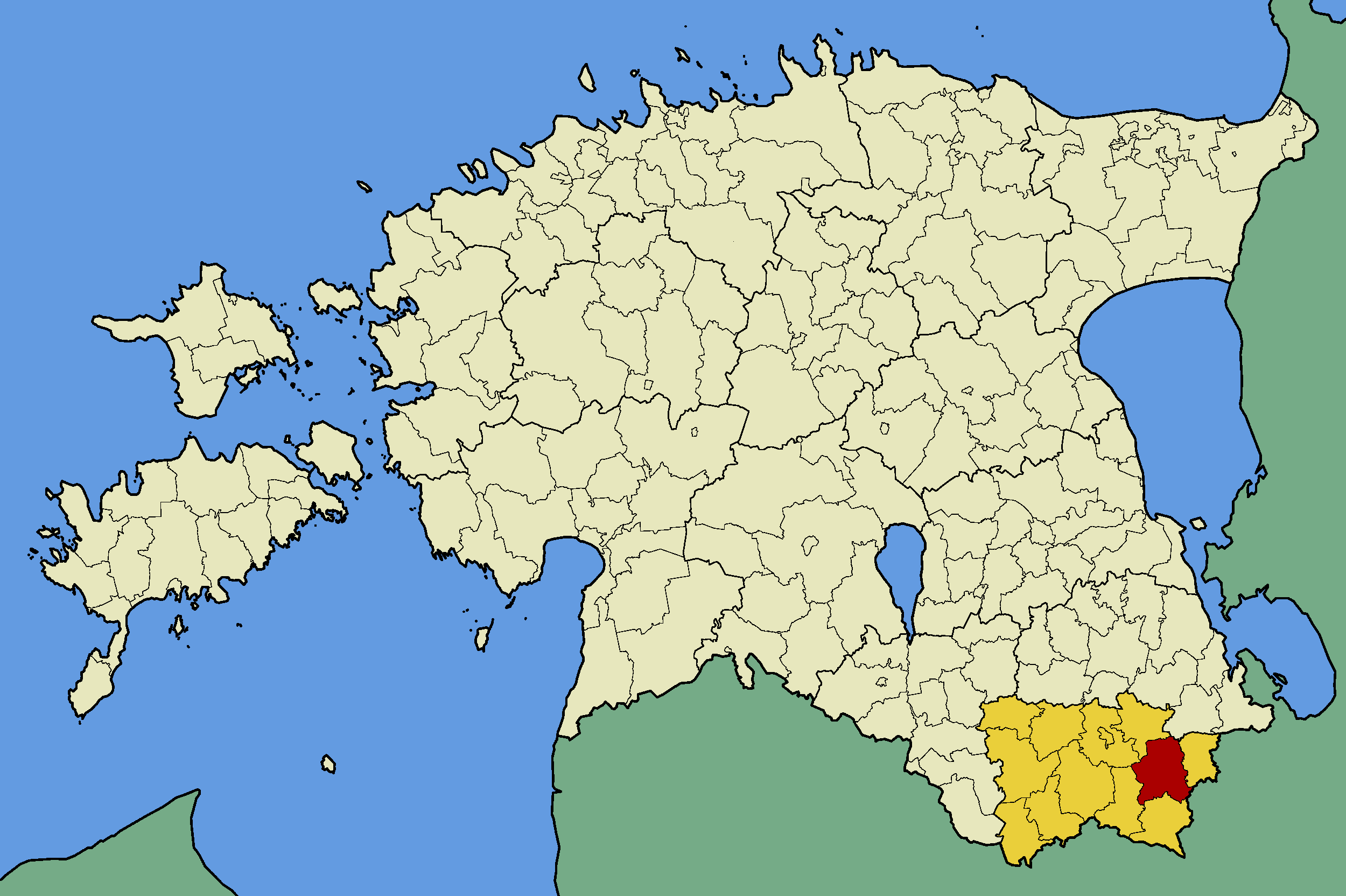
Lage von Vastseliina

Interessant ist der Hort wegen des Behälters, der zu Beginn des 14. Jahrhunderts in Norddeutschland hergestellt wurde. Ursprünglich war er eine Flasche für ein Kind oder eine kranke Person.
Das Tongefäß soll Brakteaten der Diözese Dorpat aus dem späten 13. und frühen 14. Jahrhundert enthalten haben.